# Haroldius modestus
Haroldius modestus là một loài bọ cánh cứng trong họ Bọ hung (Scarabaeidae).